# CS Blénod
Der Club Sportif de Blénod et Pont-à-Mousson oder kurz CS Blénod ist ein französischer Fußballverein aus dem lothringischen Blénod-lès-Pont-à-Mousson.
Blénods Vereinsfarben sind Blau und Weiß; die Ligamannschaft tritt im Stade des Fonderies an, das heutzutage noch über eine Kapazität von rund 2.000 Zuschauerplätzen verfügt.

## Geschichte
Im Oktober 1920 wurde der Klub vom lothringischen Regionalverband der Fédération Française de Football Association aufgenommen. Seine Mannschaften setzten sich über Jahrzehnte überwiegend aus Beschäftigten des örtlichen Stahlwerks der Pont-à-Mousson SA zusammen, die in der Gemeinde eine große Gießerei (Fonderies) und eine Walzstraße für Bleche mit bis zu 2.000 Beschäftigten besaß. Während des Zweiten Weltkriegs und der deutschen Besatzung zog der Amateurverein auch eine Reihe von Spielern an, für die die Arbeit im Stahlwerk einen Schutz vor der vom Vichy-Regime mit Nazideutschland vereinbarten Abstellung französischer Arbeiter ins Reichsgebiet darstellte. Das Unternehmen unterstützte den CS Blénod auch nach der Befreiung Frankreichs massiv. Sportlich wirkte sich dies weniger im Ligabetrieb aus als im Pokalwettbewerb, denn der Kleinstadtverein spielte bis Anfang der 1970er Jahre meist nur in der zweithöchsten Amateurliga, also viertklassig (siehe den Abschnitt hierunter). 1973 stieg er erstmals in die dritte Spielklasse auf, nachdem er die Saison ohne Niederlage absolviert hatte.
Als sich der CS Blénod 1982 sportlich sogar für die zweite Liga qualifiziert hatte, befragte das Präsidium seine Spieler, ob sie dieses Wagnis auf sich nehmen wollten – auch wenn der Verein nicht bereit war, von seiner seit Gründung stets beibehaltenen „Philosophie“ abzurücken und finanzielle Risiken einzugehen, um die Mannschaft personell zu verstärken. Der Kader stimmte mit großer Mehrheit dafür, erwies sich dann aber tatsächlich als zu schwach, um die Klasse halten zu können. Anschließend pendelte Blénod bis zum Ende des Jahrhunderts zwischen dritter und fünfter Liga, rutschte aber, auch aufgrund von Veränderungen des Ligasystems, danach sogar bis in die sechsthöchste Spielklasse ab.

## Ligazugehörigkeit und Erfolge
Der Verein hat bisher noch nie Profistatus besessen und auch noch nie in der höchsten französischen Division gespielt. Allerdings gehörte die Kampfmannschaft des Vereins in der Saison 1982/83 der zweithöchsten Liga Frankreichs an, die sie nach einem Jahr als Schlusslicht ihrer Gruppe wieder verlassen musste.
Deutlich erfolgreicher erwiesen sich die „Stahlschmelzer“ im Landespokalwettbewerb um die Coupe de France, in dem sie „zu einer Legende wurden“. Darin brachten sie es auf zehn Hauptrundenteilnahmen zwischen 1944 und zuletzt 1996, wobei der zeitliche Schwerpunkt auf den 1950er Jahren lag, als ihnen dies gleich sieben Mal in Serie gelang. Insgesamt überstanden die Amateure dabei sechs Mal das Zweiunddreißigstelfinale, die erste Hauptrunde; 1945, 1954, 1956 und 1957 kam das Aus im anschließenden Sechzehntelfinale, 1986 und 1996 erreichten sie sogar das Achtelfinale. Landesweites Aufsehen erregte der CS Blénod schon 1944/45 durch seinen 5:2-Sieg über den „großen Nachbarn“ FC Metz und erneut 1953/54, als er dem späteren Cupgewinner OGC Nizza ein 0:0 nach Verlängerung abtrotzte, obwohl er wegen Verletzungen am Ende nur noch neun Spieler auf dem Feld hatte.
In der Pokalsaison 1985/86 trafen die Lothringer nach 3:0 – dieser Sieg beim Zweitligisten FC Sète brachte den CS Blénod zum ersten Mal auf die Titelseite der L’Équipe – und 0:0 auf Olympique Marseille. Zum Achtelfinal-Hinspiel im Stade Vélodrome begleiteten mehr als 1.300 Anhänger aus der 4.500-Seelen-Gemeinde ihren CSB, die dort eine 0:3-Niederlage des Viert- gegen den Erstdivisionär sahen. Dennoch wohnten beim anschließenden Rückspiel mehr als 4.600 Besucher der Begegnung im heimischen Stadion bei, so dass das Stahlwerk an diesem Tag nur einen Notbetrieb aufrechterhalten konnte. Die Amateure zogen sich mit einem 1:1 sehr ordentlich aus der Affäre. Zehn Jahre später gelang es den inzwischen nur noch in der fünften Spielklasse antretenden Lothringern sogar, in den ersten beiden Runden jeweils einen Erstligisten aus dem Wettbewerb zu werfen – zunächst den SC Bastia mit 1:0 (diesmal titelte L’Équipe „Beau comme Blénod“, auf Deutsch „Schön wie Blénod“) und anschließend den Le Havre AC im Elfmeterschießen, nachdem es nach 120 Minuten 1:1 gestanden hatte. Gegen Le Havre wurde Blénods Libero Christian Schmitt zum „Pokalhelden“: in der 84. Spielminute verhinderte er auf der eigenen Torlinie die 2:0-Führung des Gastes, und keine 60 Sekunden später erzielte er den Ausgleichstreffer für die Amateure – wie L’Équipe am Tag darauf berichtete, sein erster Torerfolg seit sechs Jahren. Im Achtelfinale traf der CS Blénod erneut auf Olympique Marseille, dem er mit 0:2 unterlag.
2013/14 tritt die Kampfmannschaft des CS Blénod in der sechstklassigen Division d’Honneur an.

## Bekannte ehemalige Spieler und Trainer
- Joseph Birtel, Spieler 1939–1945 und Trainer 1945–1973[2]
- Jean-Pierre François, Spieler bis 1984, später Profifußballer und Schlagersänger
- Marcel Husson, Spieler 1955–1957, später Profifußballer
- Édouard Kargulewicz, Spieler in den frühen 1940ern
- Joseph Magiera, Spieler bis 1960 und erneut 1972–1977, dazwischen Profifußballer
- Jean Swiatek, Spieler in den frühen 1940ern, später Profifußballer